# 普氏唇銀漢魚
普氏唇銀漢魚（學名：Chilatherina pricei）為輻鰭魚綱銀漢魚目虹銀漢魚科的其中一種，分布於新幾內亞淡水流域，體長可達8.9公分，為熱帶魚類，棲息在礫石底質底中層水域，以藻類及小型無脊椎動物為食，生活習性不明。

## 擴展閱讀
維基物種上的相關：普氏唇銀漢魚